# Alfredo de Arruda Câmara
Alfredo de Arruda Câmara (Ingazeira, 8 de dezembro de 1905 — Rio de Janeiro, 21 de fevereiro de 1970) foi um político brasileiro. Exerceu o mandato de deputado federal constituinte pelo Pernambuco em 1946.

## Biografia
Estudou na escola pública Alagoas, de Monteiro, na Paraíba, e, em 1917, foi para Pernambuco continuar os estudos no Colégio do Triunfo, em Recife. Em 1919, foi para o Seminário de Olinda, onde se formou, no ano de 1925, em Direito Canônico. Mas os estudos não pararam: depois de formado, foi para Roma estudar no Colégio Pio Latino-Americano e na Academia de São Tomás de Aquino, conquistando, em seguida, o doutorado em Filosofia, no ano de 1927. Continuou morando em Roma para o doutorado em Teologia Dogmática pela Universidade Gregoriana. Então, voltou ao país natal.
Em 1929, foi nomeado cura da catedral e vigário da Paróquia de Pesqueira, em Pernambuco. Além disso, atuou como pároco substituto em Piedade e em Afogados da Ingazeira. Foi professor de Latim e História da Filosofia em dois locais: no Seminário de Pesqueira, onde também era reitor, e no Seminário de Olinda.

### Carreira política
No mesmo ano de 1929, iniciou sua carreira política, quando entrou para a Aliança Liberal, um movimento que apoiava as candidaturas de Getúlio Vargas, para presidente, e João Pessoa, para vice-presidente, nas eleições de 1930. Devido à vitória dos concorrentes, Júlio Prestes e Vital Soares, algumas partes da Aliança começaram a criar articulações para o nascimento de um movimento armado contra o governo. Com o assassinato de João Pessoa, em 26 de julho de 1930, as movimentações ficaram mais fortes e a guerra começou no dia 3 de outubro do mesmo ano. Arruda Câmara se uniu aos rebeldes, comandados pelo capitão Antônio Muniz de Faria, que tomaram o quartel da Soledade, em Recife, no dia seguinte à eclosão da revolução.
Cinco dias depois, o movimento já estava em grande parte do Nordeste e o chefe militar, Juarez Távora, decidiu que deveriam formar um grupo de destaque, sob o comando de Juracy Magalhães, para ocupar os municípios de Maceió e Aracaju e, depois, a Bahia. Como membro do grupo, Arruda foi preso no dia 20 de outubro, mas solto apenas quatro dias depois, pois o presidente Washington Luís havia sido deposto, o que gerou a queda do estado da Bahia.
Durante a revolta do 21º Batalhão de Caçadores contra o governo de Pernambuco, que aconteceu entre os dias 29 e 30 de outubro de 1931, em Recife, Alfredo apoiou o governo e acabou ferido. Os adversários ocuparam Olinda e algumas partes de Recife e mandaram para Lima Cavalcanti uma ordem para que renunciasse, mas este conseguiu o apoio de Alagoas, Paraíba, Rio Grande do Norte e do governo federal, fazendo com que ganhasse o movimento.
Depois desse fato, a carreira política de Alfredo de Arruda Câmara deslanchou e não parou mais.

## Mandatos na Câmara dos Deputados
- Deputado Federal Constituinte de 1934 a 1935 pelo Partido Social Democrático (PE) - Data da posse: 15 de novembro de 1933.[2]
- Deputado Federal: de 1935 a 1937 pelo Partido Social Democrático (PE) - Data de posse: 03 de maio de 1935.[2]
- Deputado Federal Constituinte de 1946 a 1951 pelo Partido Democrata Cristão (PE) - Data de posse: 05 de fevereiro de 1946.[2]
- Deputado Federal de 1951 a 1955 pelo Partido Democrata Cristão (PE) - Data de posse: 01 de fevereiro de 1951.[2]
- Deputado Federal de 1955 a 1959 pelo Partido Democrata Cristão (PE) - Data de posse: 01 de fevereiro de 1955.[2]
- Deputado Federal de 1959 a 1963 pelo Partido Democrata Cristão (PE) - Data de posse: 01 de fevereiro de 1959.[2]
- Deputado Federal de 1963 a 1967 pelo Partido Democrata Cristão (PE) - Data de posse: 02 de fevereiro de 1963.[2]
- Deputado Federal de 1967 a 1970 pelo partido ARENA (PE) - Data de posse: 02 de fevereiro 1967.[2]

## Participações na Câmara dos Deputados
- Primeiro-Vice-Presidente da Mesa Diretora entre 1935 e 1937.[2]
- Presidente Interino da Mesa Diretora em 1937.[2]
- Membro efetivo da Comissão Constituição e Justiça em 1963 e 1967.[2]
- Suplente da Comissão de Fiscalização Financeira em 1967.[2]
- Presidente da Comissão de Legislação Social entre 1934 e 1937.[2]
- Membro da Comissão de Segurança Nacional.[2]
- Membro efetivo da Comissão da Bacia do São Francisco em 1967.[2]
- Membro da Comissão do Código Civil em 1967.[2]

## Atividades partidárias
- Liderança da Bancada do Partido Social Democrático de Pernambuco.[2]
- Participação na fundação do Partido Democrático de Pernambuco.[2]
- Câmara dos Deputados entre os anos de 1933 e 1935.[2]
- Fundação do Partido Democrata Cristão (PDC) em 1945.[2]
- Liderança do PDC na Câmara dos Deputados entre 1951 e 1955.[2]
- Presidência do Diretório Central do PDC entre 1951 e 1955.[2]

## Atividades Parlamentares
- 1946: membro da Subcomissão Família, Educação e Cultura (Comissão de Constituição) na Assembleia Nacional Constituinte.[2]
- No Congresso Nacional (Comissões Mistas):

1. Vetou o Projeto de Lei 3634/66, isentando os tributos para aparelhos e equipamentos médico-hospitalares -  membro da comissão - 1967.[2]
2. Vetou o Projeto de Lei 3663/66, autorizando a instituição, pelo Poder Executivo, da Fundação Universitária do Maranhão - membro da comissão - 1967.[2]
3. Vetou o Projeto de Lei 31/67, estabelecendo normas para o funcionamento do Conselho de Justificação - Presidente da comissão - 1967.[2]
4. Criou a PEC 4/67, criando a uma nova redação para os artigos 76 e 77 da Constituição Federal - membro da comissão - 1967.[2]
5. Criou o Projeto de Lei 8/68, criando uma nova redação para o artigo 75 da Lei 5292/67, exigindo a prestação de serviço militar pelos estudantes de Medicina, Farmácia, Odontologia e Veterinária e pelos profissionais atuantes dessas áreas - Vice-Presidente - 1968.[2]
6. Membro efetivo da Comissão de Constituição e Justiça em 1963.[2]
7. Vetou o Projeto de Lei 35/67, que incluiu no artigo 171 da Lei 4328/64 o Clube dos Oficiais da Reserva e Reformados da Marinha, a Associação de Taifeiros da Armada e o Clube Beneficente dos Sargentos da Marinha - membro - 1968.[2]
8. Vetou o Projeto de Lei 1309/68, que discursava sobre a extirpação e o transplante de órgãos para finalidades terapêuticas e científicas - membro - 1968.[2]
9. Vetou o Projeto de Lei 43/68, que dizia respeito aos estímulos fiscais às indústrias de fabricação de empilhadeiras - membro - 1968.[2]
10. Vetou o Projeto de Lei 1450/68, que cancelava a possibilidade de punição de crimes de sonegação fiscal previstos na lei 4729/65, criando outras providências - membro - 1968.[2]
11. Vetou o Projeto de Lei 2803/68, que acrescentava um parágrafo sobre a aposentadoria dos Jornalistas profissionais ao artigo da lei 3529/59 - membro - 1968.[2]

## Obras publicadas
- Guia do Seminarista - tradução[2]
- Discursos na Constituinte e na Câmara [2]
- Na Tribuna e no Púlpito [2]
- Casamento Indissolúvel[2]
- Contra o Comunismo[2]
- Ação Parlamentar[2]
- A Família e as Imagens[2]
- Em Defesa da Família[2]
- A Família e o Divórcio[2]
- Preservação da Família e das Tradições[2]
- A Batalha do Divórcio[2]
- O Espírito Santo[2]
- Traços de Minha Vida[2]
- O Direito da Família[2]
- O Projeto de Código Civil[2]